# Claude Lafortune
Claude Lafortune (Montreal, 5 de julho de 1936 – Longueuil, 19 de abril de 2020) foi um apresentador de televisão e artista canadense. Teve uma exposição dedicada à sua obra, Colle, papier, ciseaux, no Musée des Cultures du Monde em Nicolet, Quebec. Apresentou o programa de televisão infantil de televisão Sol et Gobelet de 1968 a 1971.
Lafortune morreu em 19 de abril de 2020 em Longueuil, Quebec, de COVID-19, aos 83 anos.